# Діапроєктор

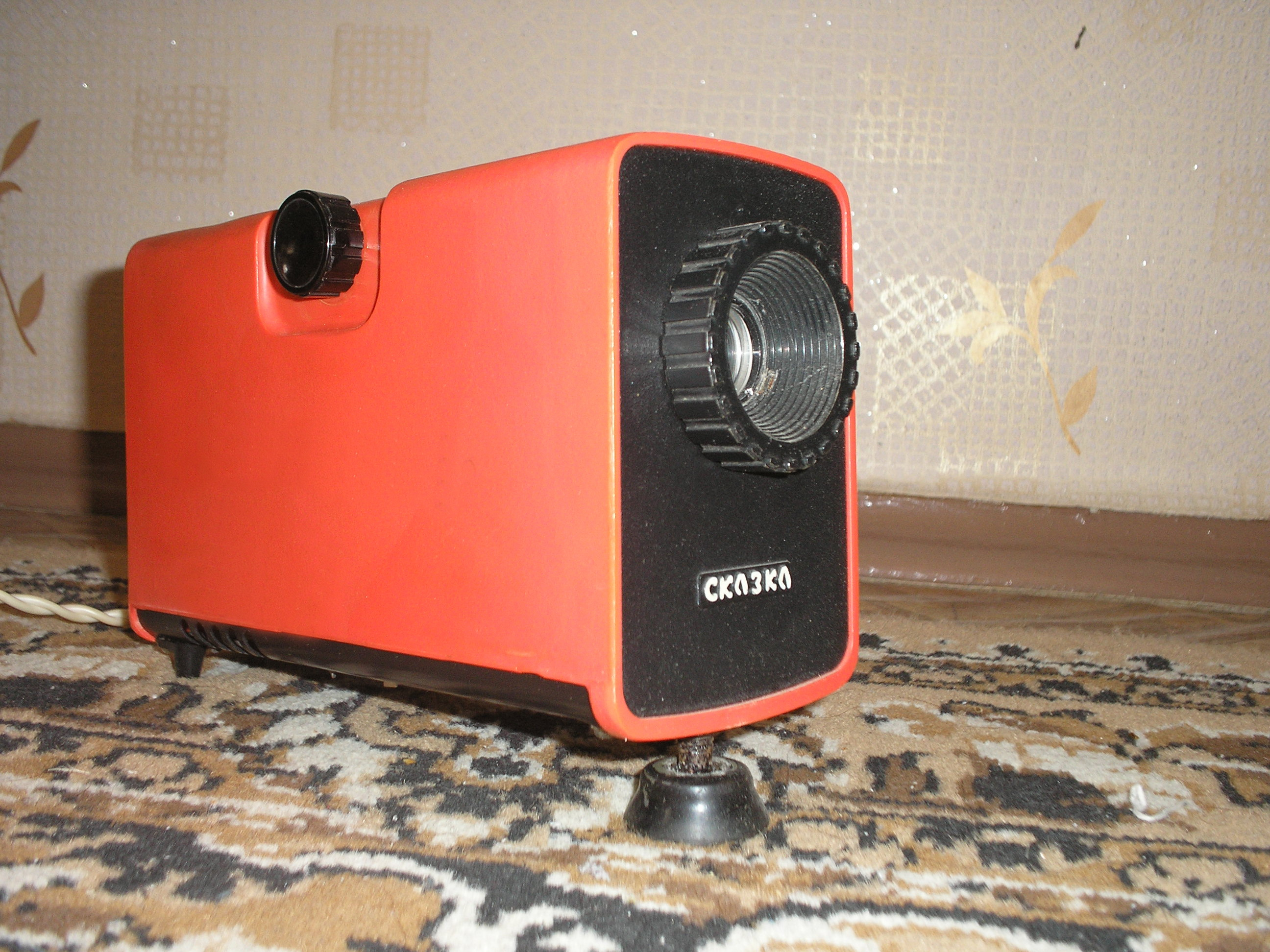
Дитячий фільмоскоп «Казка»
(Азовський оптико-механічний завод)

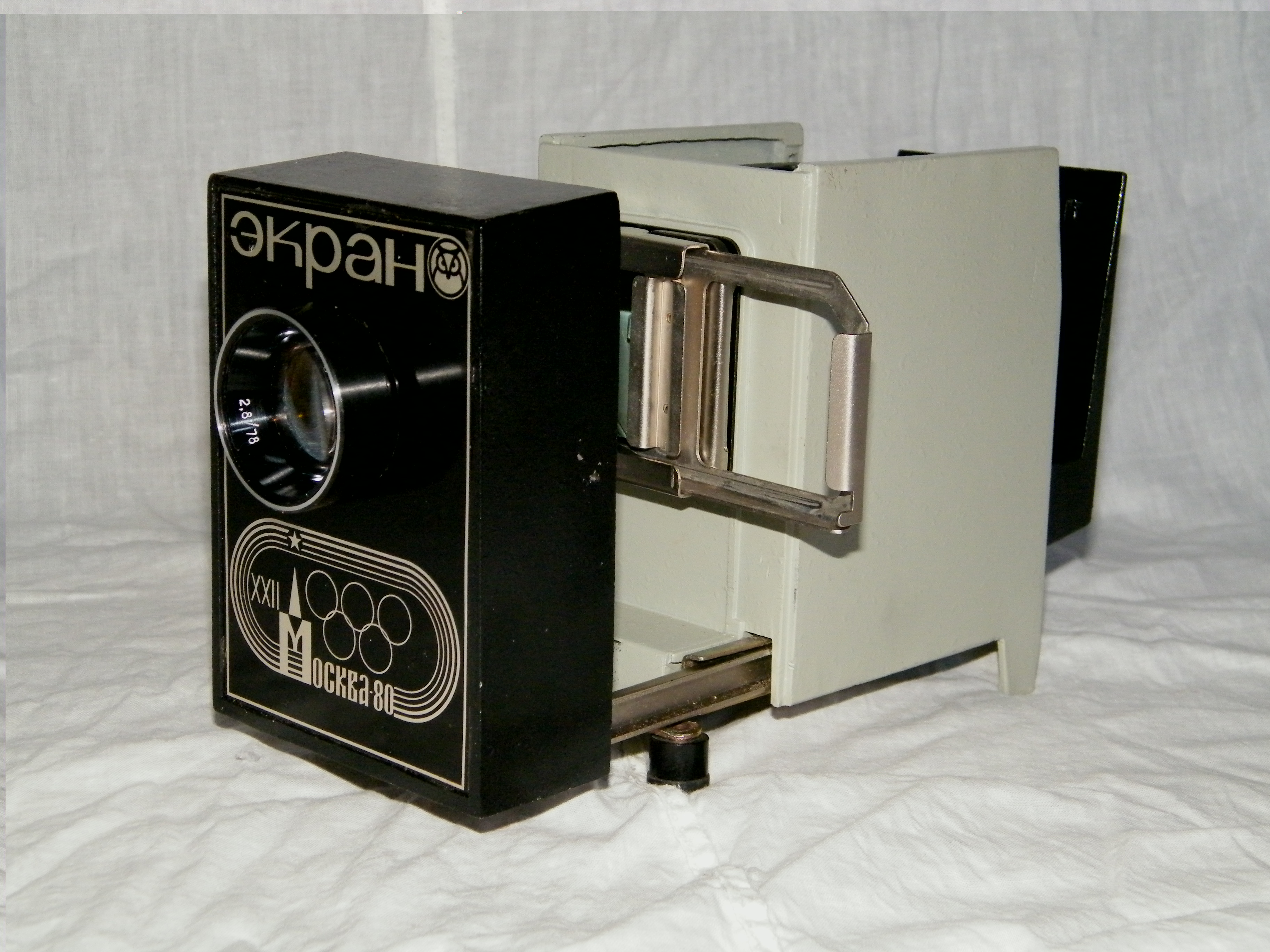
Діапроєктор «Екран» з Олімпійською символікою (Уральський оптико-механічний завод)

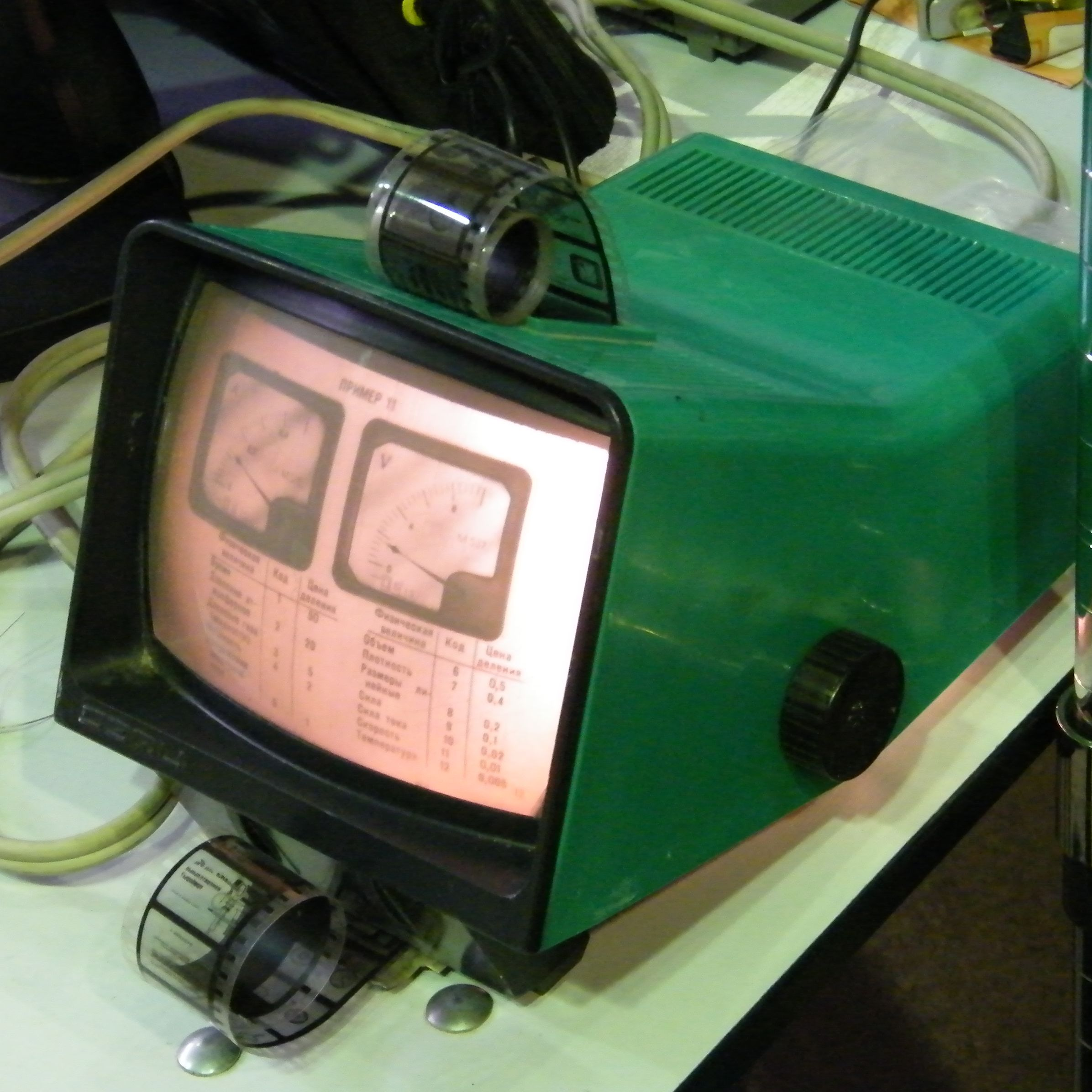
Дитячий фільмоскоп «Деф-4» з переглядом на вбудованому екрані (1980-і роки)

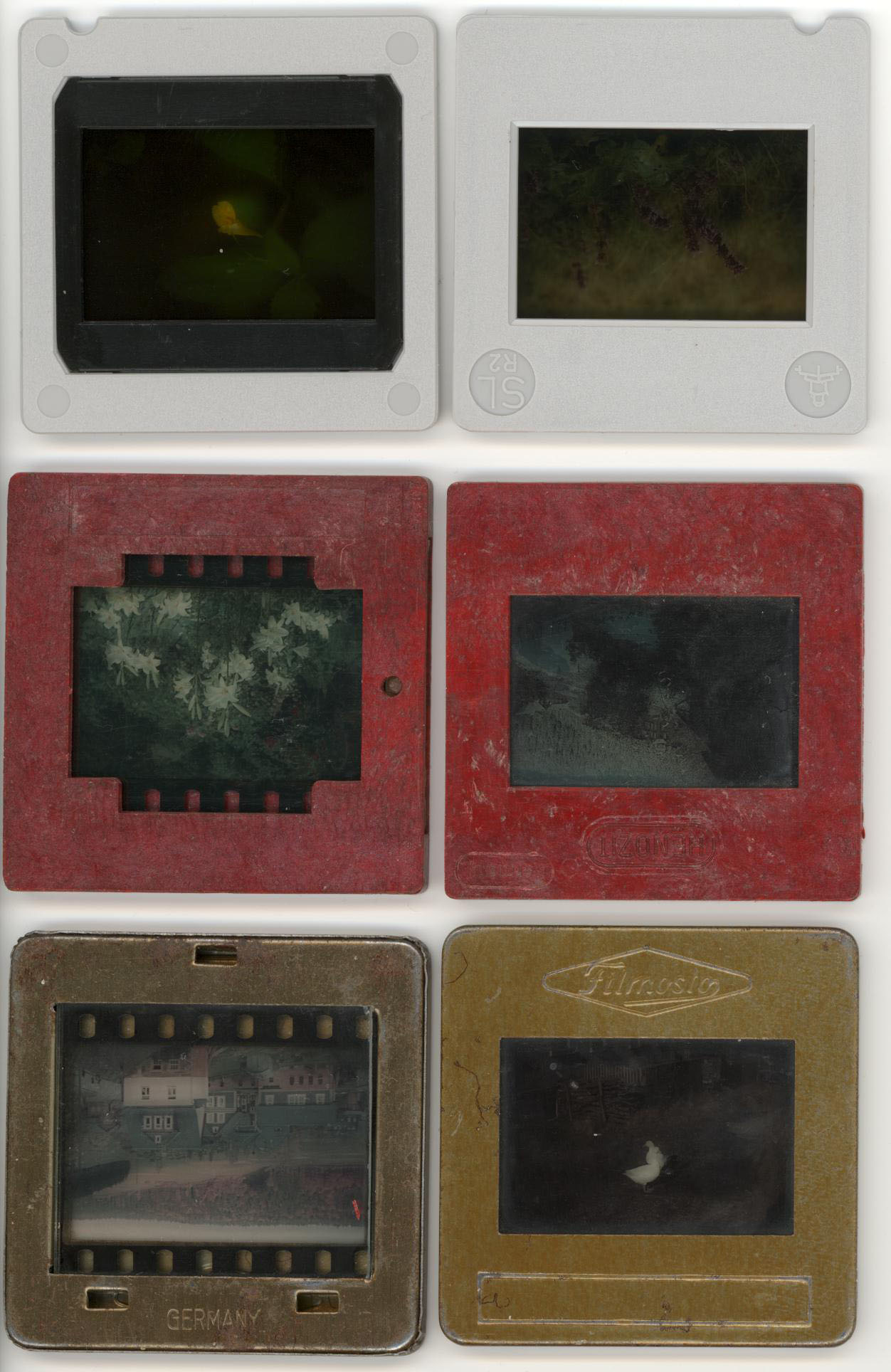
Приклади рамок слайдів

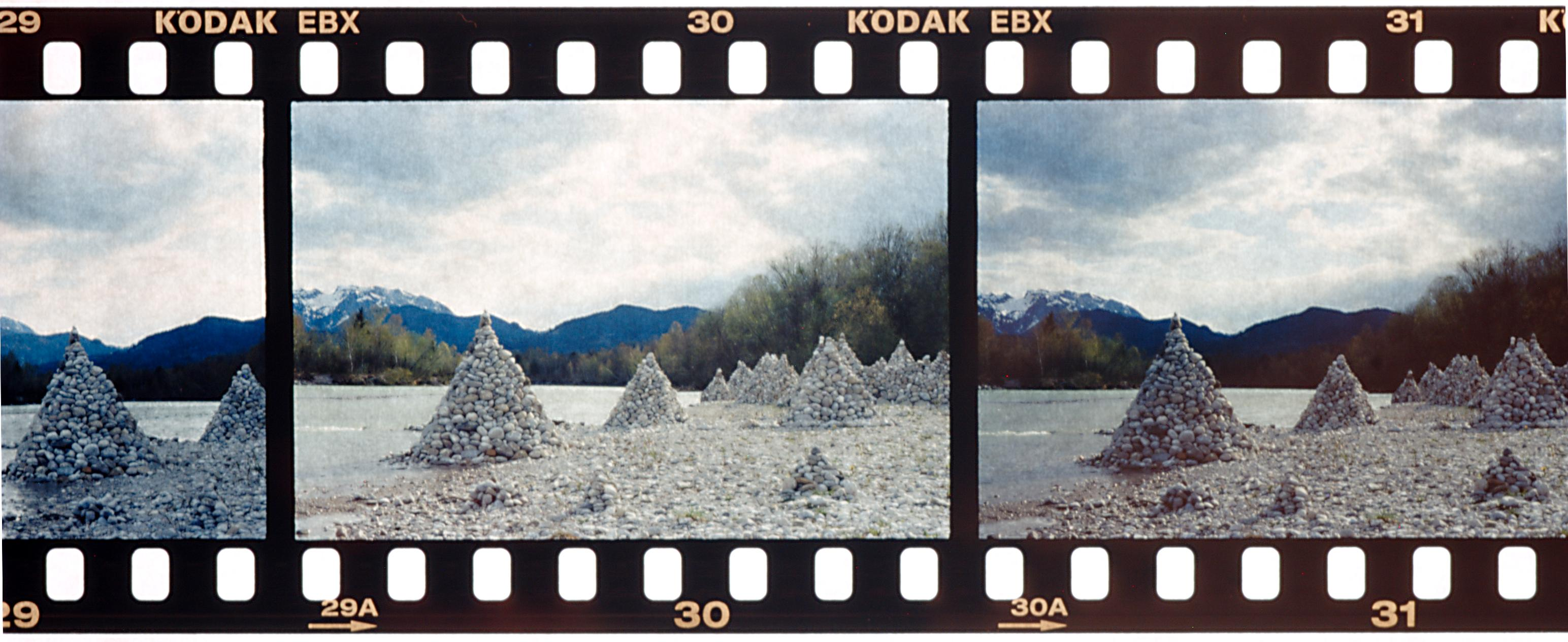
Позитивне зображення, призначене для перегляду

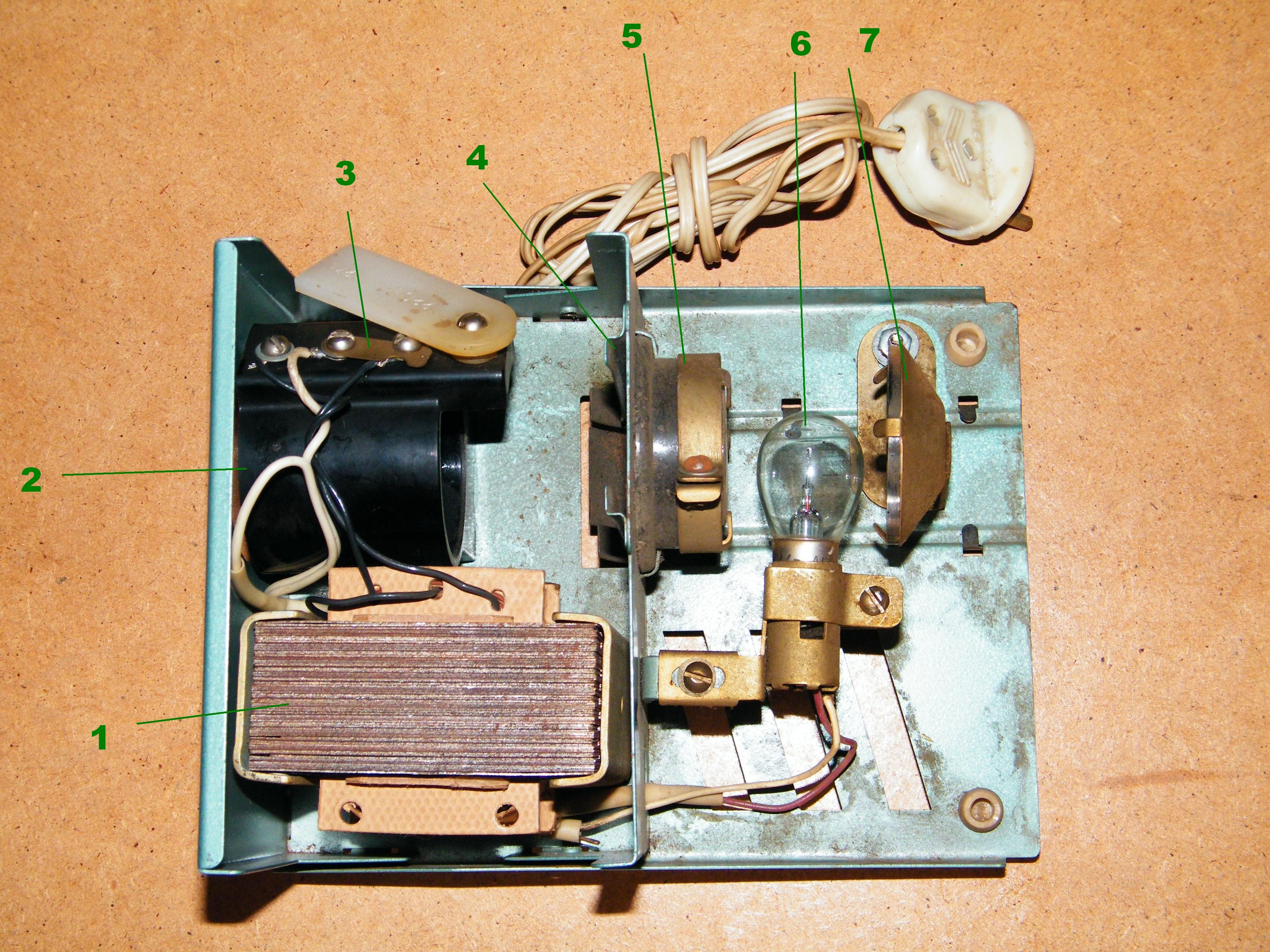
Пристрій дитячого фільмоскопа (розмір кадру 18 × 24 мм) :
1 — понижуючий трансформатор
2 — об'єктив
3 — перемикач напруги мережі (127 — 220 вольт)
4 — фільмовий тракт
5 — конденсор
6 — лампа розжарювання на напругу 6 вольт
7 — рефлектор

Діапроє́ктор (фільмоскоп, слайдпроєктор, кадропроєктор)  — різновид проєкційого апарата для демонстрації діапозитивів, діафільмів та інших носіїв на прозорій основі. Найбільшу популярність набув у XX столітті. 
В СРСР випускалися діапроєктори «Етюд», «Світло», «Світязь», «Альфа 35-50», «Екран», «Супутник», «Протон» та багато інших. 
Діапроєктори, призначені для перегляду тільки діафільмів, виготовлених на 35-мм фотокіноплівці з розміром кадру 18 × 24 мм  — традиційно називалися «фільмоскоп» (недорогі дитячі діапроєктори).

## Характеристики
Більшість діапроєкторів призначалася для демонстрації діапозитивів у спеціальних рамках розміром 50 × 50 мм. Рамки виготовлялися з тонкого картону або пластмаси. Розмір кадру 24 × 36 мм, рідше зустрічалися рамки на 18 × 24 мм. 
Деякі моделі діапроєкторів («Київ-66 Універсал») застосовувалися для демонстрації діапозитивів, виготовлених на фотоплівці шириною 61,5 мм в рамках розміром 70 × 70 мм. 
Конструктивно діапроєктор складається з розташованих в корпусі лампи розжарювання (спеціальної лампи або від кінопроєктора) з рефлектора у вигляді параболічного дзеркала, лінзового конденсора, пристроя для зміни діапозитивів або перемотування діафільму та проєкційного об'єктива. Живлення діапроєктора (фільмоскопа) від мережі 220 В. У дитячих фільмоскопах стояв понижуючий трансформатор та застосовувалися лампи розжарювання на 6 або 12 В (від мотоциклів або автомобілів). 
У діапроєкторі з лампами розжарювання великої потужності (більш 100 ват) для охолодження застосовувався вентилятор з електроприводом та перед конденсором встановлювалося скло, поглинаюче теплове випромінювання (захист лінзового конденсора та діапозитива від перегріву та викривлення). 
Зміна діапозитивів могла здійснюватися вручну, по команді з пульта дистанційного керування або автоматично за програмою. Для розміщення діапозитивів і їх заміни при демонстрації застосовувались спеціальні прямокутні (ящикові) та кільцеві  (барабанні) діамагазіни. 
Дорогі моделі діапроєкторів мали пристрій синхронізації з магнітофоном  — показ діафільмів супроводжувався звуковим супроводом, записаним на магнітну стрічку, додатково записувався сигнал, по якому вироблялася автоматична зміна діафільму. 
Деякі моделі діапроєктором мали пристрій автоматичного фокусування  — при перегляді через нагрівання відбувалася деформація слайда та зображення на екрані ставало розмитим. 
На Харківському виробничому машинобудівному об'єднанням «ФЕД» випускалась в невеликій кількості стереофотоаппарат «ФЕД-Стерео», призначений для аматорської та професійної стереоскопічної зйомки на чорно-білу та кольорову фотоплівку типу 135. Для перегляду стереоскопічних діапозитивів випускався в невеликій кількості спеціальний стереоскопічний діапроєктор та стереоскопічні окуляри для корекції вад зору. 